# Socialhistorie
Socialhistorie er en gren af historiefaget, som ofte benytter samfundsvidenskabelige metoder i studiet af fortiden. Historieskrivning, der regnes for at være socialhistorisk, har gerne et ”nedefra-og-op-perspektiv” på samfundet og lægger ofte vægt på de lavere klassers historie, hvilket gør, at socialhistorien på nogle punkter adskiller sig fra den politiske histories fokus på politiske eliter. Denne ambition går i hvert fald tilbage til John Richard Greens A Short History of the English People fra 1874 og visse danske historikere har argumenteret for, at allerede Erik Arup, der er en af de vigtige personer i udviklingen af historiefaget i Danmark, til dels arbejdede socialhistorisk. Socialhistorie kan også henvise til den historieskrivning, der fokuserer på "sæder og skikke i hverdagslivets historie" eller til historieskrivning, der relaterer sig til den økonomiske historie. Socialhistorien, der især vandt især frem i 1960'erne og 1970'erne, er således både et udtryk for et tematisk skifte såvel som et metodisk og teoretisk skifte i historieskrivningen. I Danmark har især det store 7-bindsværk Dansk socialhistorie (1979-82), som Vagn Dybdahl var en vigtig initiativtager til, været en vigtig milepæl i den socialhistoriske forskning. Tidligere havde den socialhistoriske forskning ofte rod i Tysklands historikermiljø; dvs. en gruppe af historikere, der i en vis grad så sig selv som værende i opposition til Leopold von Ranke. Senere blev den franske Annales-skole et vigtigt bidrag til videreudviklingen af socialhistorien.

## Socialhistorien efter 2. verdenskrig
I 1960'erne diskuterede fagfolk meget, hvordan man skulle forstå forholdet mellem historiefaget og samfundsvidenskab, hvilket gør at fx mere kvantitative (herunder demografiske) tilgange vinder frem i historiefaglige diskussioner. Man ville til at låne mere fra samfundsvidenskaberne. Det er i denne periode, at socialhistorien for alvor får sit gennembrud og sin storhedstid. Der var også på dette tidspunkt tale en en vis åbning mod sociologien, hvilket bl.a. blev anført af en af Annales-skolens fremmeste personer, Fernand Braudel. Braudel understregede dog, at historiefaget udmærkede og udskilte sig ved at fokusere på tidsperspektivet i sine studier. Idéen var for Braudel, at fokusere ikke på begivenheder, men på de underliggende strukturer, der karakteriserede fortidige samfund. En lignende vending mod sociologien var også mulig at se i den tyske historieforskning på denne tid. Der var dog også kritikere af denne vending som samfundsfagene. Argumentet lød her, at det kunne "være vanskeligt at indpasse de historiske problemstillinger i generelle samfundsvidenskabelige modeller." Socialhistorien og den økonomiske historie endte også med at blive kritiseret for at have en form for deterministisk slagside. Denne kritik blev dog imødegået af bl.a. Eric Hobsbawm.